# Френсис Скоби
Френсис Ричард „Дик“ Скоби (на английски: Francis Richard "Dick" Scobee) (19 май 1939 - 28 януари 1986 г.) e американски астронавт, участник в два космически полета. Загинал при катастрофата на космическата совалка Чалънджър, мисия STS-51-L.

## Образование
Френсис Скоби завършва гимназия в Обърн, Вашингтон през 1957 г. През 1965 г. завършва Университета на Аризона с бакалавърска степен по аерокосмическо инженерство.

## Военна кариера
Постъпва на активна служба в USAF през 1957 г. През 1966 г. участва като боен пилот във военните действия във Виетнам. През 1972 г. завършва школата за експериментални тест пилоти в авиобазата Едуардс, Калифорния. Лети на самолети Боинг 747, X-24B, средния стратегически бомбардировач F-111 и C-5 Галакси.

## Служба в НАСА
Избран е за астронавт от НАСА през юни 1978 година, Астронавтска група №8. Привлечен е заради големия си опит в пилотирането на тежки самолети. Започва работа като инструктор на екипажите на експерименталния носител Боинг 747 по програмата ALT (на английски: Approach and Landing Tests Program).

## Полети
Ф. Скоби лети в космоса като член на екипажа на две мисии:
| Космически полети на Френсис „Дик“ Скоби                             | Космически полети на Френсис „Дик“ Скоби | Космически полети на Френсис „Дик“ Скоби | Космически полети на Френсис „Дик“ Скоби | Космически полети на Френсис „Дик“ Скоби | Космически полети на Френсис „Дик“ Скоби | Космически полети на Френсис „Дик“ Скоби |
| №                                                                    | Дата                                     | КК                                       | Емблема на мисията                       | Функции                                  | Продължителност                          |                                          |
| -------------------------------------------------------------------- | ---------------------------------------- | ---------------------------------------- | ---------------------------------------- | ---------------------------------------- | ---------------------------------------- | ---------------------------------------- |
| 1                                                                    | 6 април 1984                             | „Чалънджър“, мисия STS-41-С              |                                          | Пилот                                    | 6 денонощия 23 часа 40 мин 07 сек.       |                                          |
| 2                                                                    | 28 януари 1986                           | „Чалънджър“, мисия STS-51-L              |                                          | Командир                                 | 1 мин. 13 сек.                           |                                          |
| Сумарно време в космоса – 6 денонощия 23 часа 41 минути и 20 секунди |                                          |                                          |                                          |                                          |                                          |                                          |

По време на втората мисия совалката Чалънджър се взривява 73 сек. след старта. Френсис Скоби загива на 46 г. възраст заедно с останалите шестима астронавти от седемчленния екипаж на космическия кораб.

## Награди
- На 23 юли 2004 г., Френсис Скоби е награден (посмъртно) от Конгреса на САЩ с Космически медал на честта – най-високото гражданско отличие за изключителни заслуги в областта на аерокосмическите изследвания;
- Летателен кръст за заслуги;
- Въздушен медал;
- Медал на НАСА за изключителни заслуги.